# Деловая Кубра
Деловая Кубра — река в Самарской и Ульяновской областях России. Устье реки находится в 8,3 км по правому берегу реки Кубра. Длина реки составляет 15 км, площадь водосборного бассейна — 71 км². В правом притоке — овраге Малая Кубра — построены отстойники промышленных предприятий города Сызрань.

## Данные водного реестра
По данным государственного водного реестра России относится к Нижневолжскому бассейновому округу, водохозяйственный участок реки — Волга от Куйбышевского гидроузла до Саратовского гидроузла, без рек Сок, Чапаевка, Малый Иргиз, Самара и Сызранка. Речной бассейн реки — Волга от верхнего Куйбышевского водохранилища до впадения в Каспий.
Код объекта в государственном водном реестре — 11010001512112100009231.